# 小行星6534
小行星6534（6534 Carriepeterson）是一颗围绕太阳公转的小行星。1995年2月24日，蒂莫西·B·斯帕爾在卡特林那发现了此天体。
这颗小行星的绝对星等为53.46349059957524等。